# Valromey
Le Valromey est à la fois une région historique et une vallée de France, qui au sein du Bugey, participe à la transition entre Haut-Bugey et Bas-Bugey ; elle est  drainée par le Séran.

## Toponymie
Une étymologie fausse prétend que Valromey signifie « vallée romaine » en ancien français, mais cette étymologie est sans doute victime des apparences. En effet, l'ancien français n'y était que peu parlé avant l'annexion en 1601, la langue vernaculaire était en effet le francoprovençal, langue dans laquelle cette vallée se nomme Verromey. Des attestations plus anciennes apparaissent dans les textes sous les noms de Verrumensi en 1110, Veromensi en 1142 et Verrometum en 1169. Ces évolutions de la dénomination dérivent sans doute de Venetonimagus ou plus anciennement de Vernemetonimagos.

## Géographie

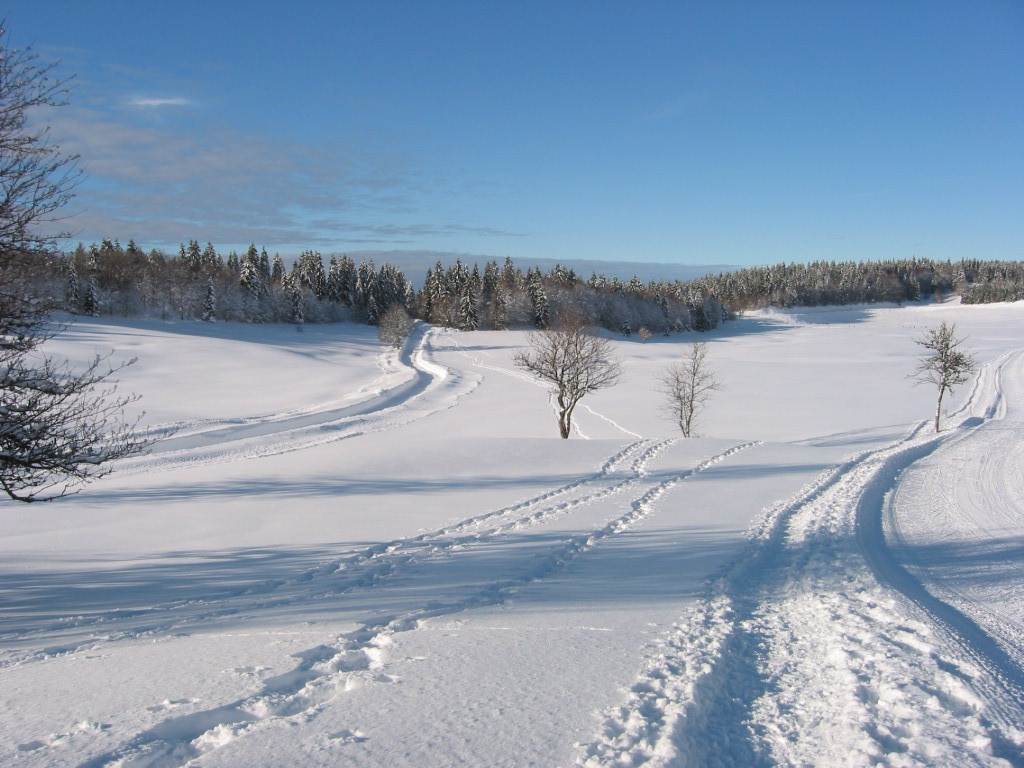
Vue du plateau de Retord, hiver 2003.

Le Valromey appartient au massif du Jura méridional. Il comprend huit communes du département de l'Ain : Artemare, Valromey-sur-Séran, Arvière-en-Valromey, Champagne-en-Valromey, Ruffieu, Talissieu, Culoz-Béon et Haut Valromey. 
Il s'ouvre au sud sur le bassin de Belley, autour de la basse vallée du Séran, entre Artemare et Virieu-le-Grand. Il est délimité à l'est par la montagne du Grand Colombier qui le sépare de la vallée du Rhône, à l'ouest par le plateau de Hauteville et la montagne de Planachat qui le séparent de la Cluse des Hôpitaux, et laisse progressivement sa place au nord au plateau de Retord. Son altitude varie de 350 mètres au sud à près de 1 000 mètres au nord.

## Histoire

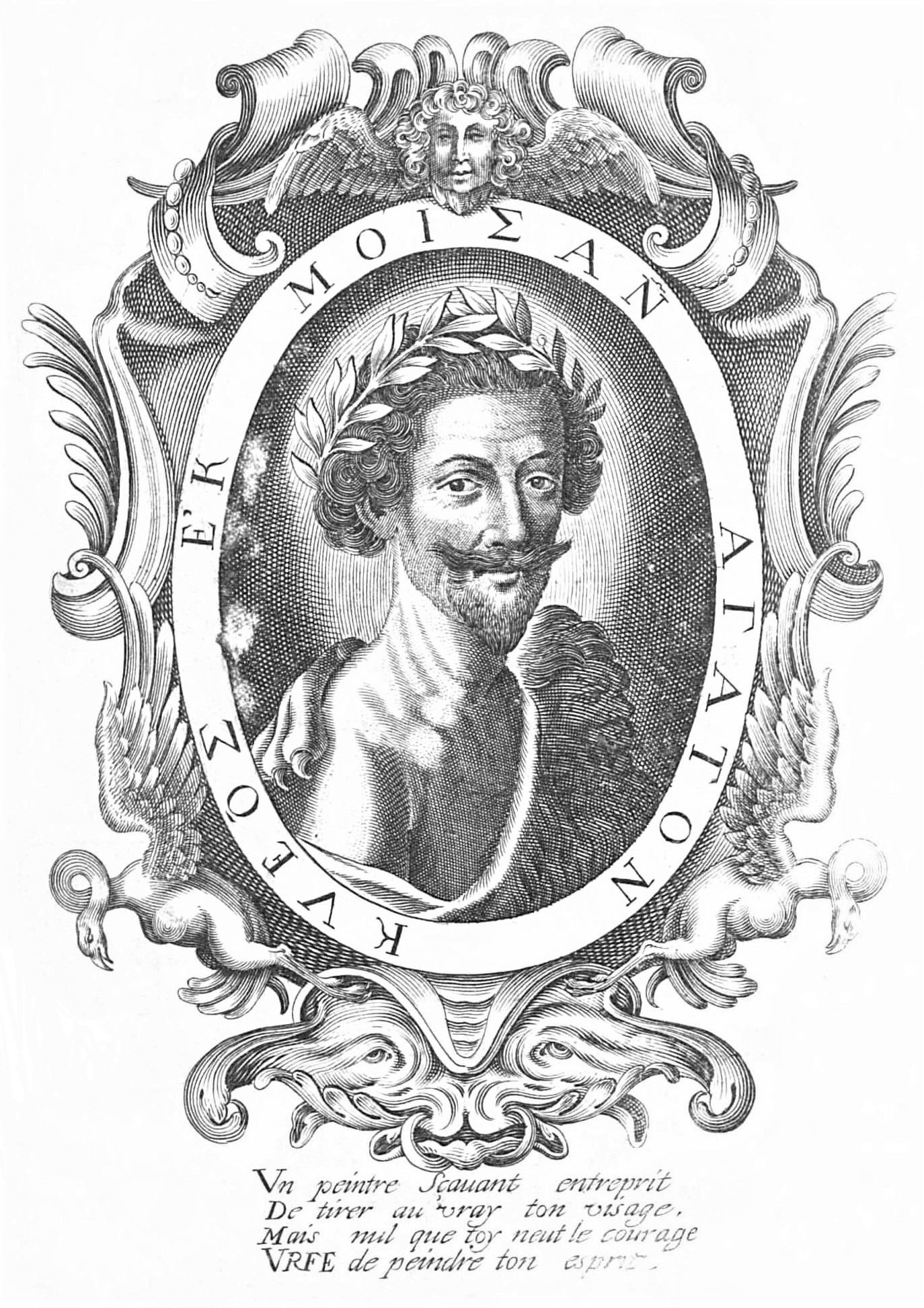
Portrait d'Honoré d'Urfé en 1632.

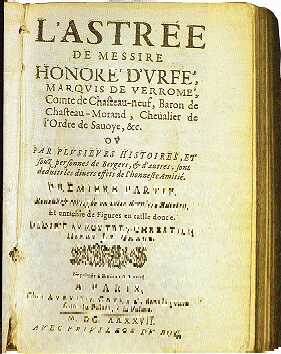
Page de garde d'une édition de L'Astrée du XVII.

### Le Valromey antique et médiéval
Le Valromey est un ancien pagus d’origine gallo-romaine, le pagus Verromensis. Bien que situé sur la rive droite du Rhône, il est rattaché au diocèse de Genève, à partir du moment où les sources nous renseignent. L’évolution du Bugey au haut Moyen Âge est incertaine mais laisse supposer d’importants remaniements des limites des cités puis des diocèses de Lyon, Vienne, Besançon, Genève et Belley.
Le Valromey fait très tôt partie du patrimoine des comtes de Savoie. On ne sait comment il est entré dans leur mouvance, peut-être à l’occasion d’un mariage avec le lignage genevois, celui de Jeanne de Genève avec Amédée II de Savoie en 1070. Dans la première moitié du XIIe siècle, le Valromey est inféodé par les Savoie aux seigneurs de Beaujeu. Le siège de la juridiction est le Châteauneuf situé sur la paroisse de Songieu. En 1285, il est confié à Louis de Vaud, avec une partie du Bugey, dans le cadre d’un partage dynastique. Louis crée un juge pour le Valromey et le Bugey avant 1293. En 1359, l’héritage de Louis II de Vaud est racheté par les comtes de Savoie. La juridiction est rattachée à celles de Bugey et Novalaise. Le Valromey reste dans le domaine ducal jusqu’en 1582, lorsqu’il est inféodé à la famille d’Urfé. On crée alors une « justice de la terre de Valromey » qui s’exerce à Virieu-le-Grand et dont les appels allaient au présidial de Bourg. En 1612, peu de temps après le rattachement à la France, la terre de Valromey devient un marquisat. 

### Le Valromey devient français
Le 17 janvier 1601, le traité de Lyon rattache le Valromey à la France. Ce traité entre le duc Charles-Emmanuel Ier de Savoie et le roi Henri IV de France intègre également à la France, la Bresse, le Bugey (à l'époque, explicitement distingué du Valromey) et le pays de Gex. En échange, la France reconnaît à Charles-Emmanuel Ier de Savoie, duc de Savoie, la possession du marquisat de Saluces. Les terres d'Honoré d'Urfé, en particulier celles de Virieu-le-Grand et de Bâgé-le-Châtel passent donc du duché de Savoie à la France. Seigneur de Châteauneuf et de Virieu, Honoré d'Urfé doit prêter allégeance à son nouveau suzerain, le roi de France. Devant le représentant du roi, le  18 avril 1602, Honoré d'Urfé donne l'aveu et le dénombrement de ses seigneuries de Châteauneuf, de Virieu-le-Grand et de Senoy. Par la suite, ces trois seigneuries sont regroupées dans le comté de Valromey. Les témoins de l'hommage sont de fidèles amis d'Honoré d'Urfé : Gaspard de Genétines (le probable Agathon des Epîtres Morales), Gaspard de Jas (déjà témoin au mariage d'Honoré d'Urfé) et François de Foussat, un forézien.
Le passé savoyard d'Honoré d'Urfé, malgré  son mariage avec Diane de Châteaumorand, provoque la méfiance française à l'égard de ce nouveau français, encore trop Savoyard. Par exemple, Honoré d'Urfé et Gaspard de Genétines sont un temps soupçonnés, à la suite de la découverte de la conspiration de Charles de Gontaut-Biron en 1602.
De 1602 à 1612, pour mieux s'intégrer à la France, Honoré d'Urfé n'utilise pas ses titres savoyards ; dans les publications de ses œuvres, il est simplement présenté comme « gentilhomme ordinaire de la chambre du roi, capitaine de cinquante hommes d'armes de ses ordonnances ». En 1607, la première édition officielle de l'Astrée est dédiée « au Roy très chrétien Henry le Grand ». Dans la suite de l'Astrée, Honoré d'Urfé fait même l'éloge posthume d'Henri IV de France. Cette bonne volonté, lui permet en 1612, d'être fait marquis de Valromey et de Bâgé.

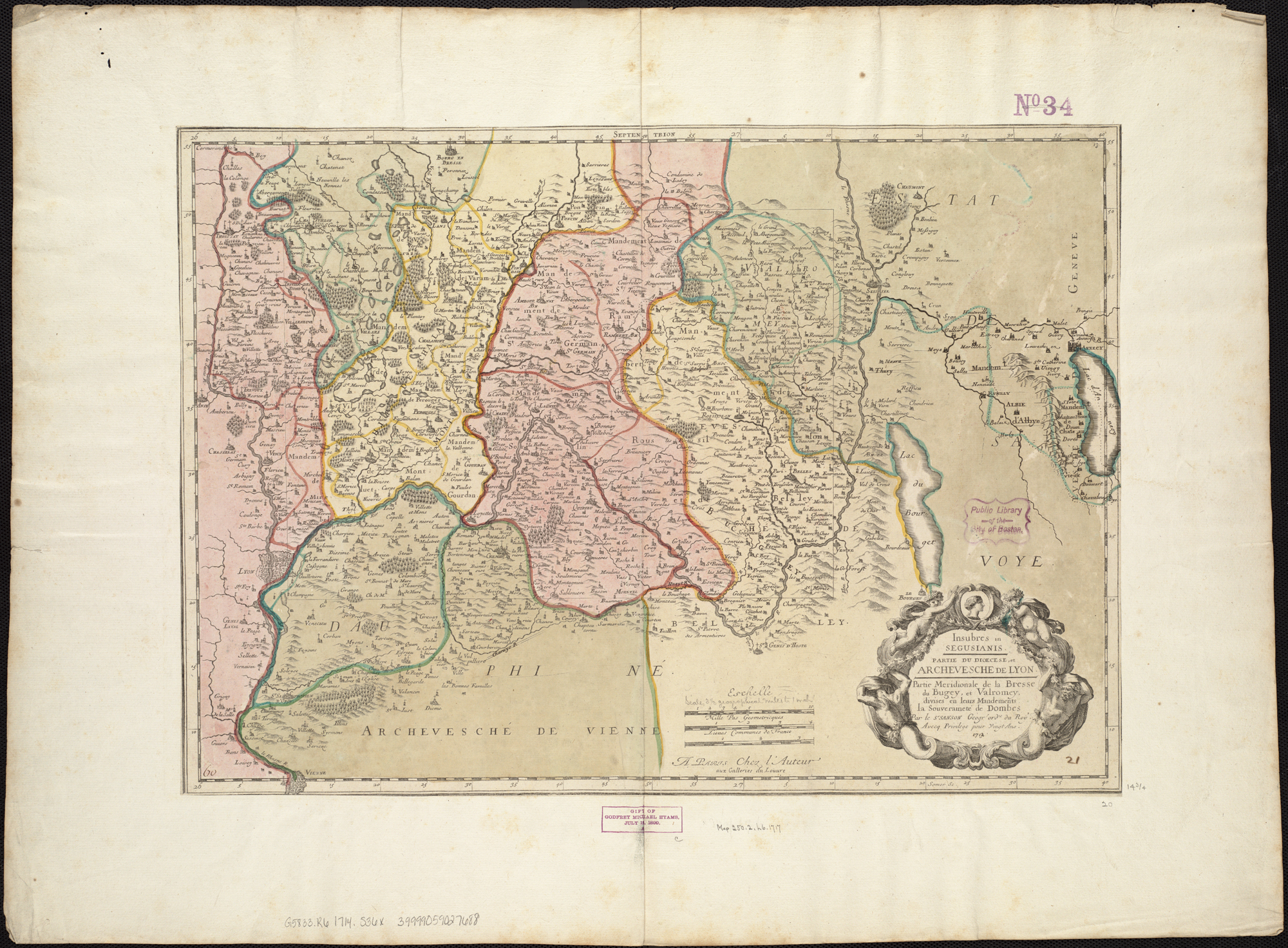
Gravure du XVIIe siècle de Nicolas Sanson où apparaît le mandement du Valromey (à droite, surligné en bleu).

### Héraldique
| Blason | Blasonnement : Palé d'argent et d'azur de six pièces, au lion de gueules, couronné et lampassé d'or, brochant sur le tout. |